# Friedl Czepa
Friedl Czepa (1898-1973) fue una actriz de teatro, cine y televisión austríaca. Czepa hizo su debut en el cine en 1935 y más tarde apareció en cerca de treinta producciones de cine y televisión a lo largo de su carrera. Junto a Oskar Sima, Fred Hennings y Leni Riefenstahl se caracterizaba por ser una seguidora activa del partido Nazi. Fue la directora del teatro Vienna Stadttheater entre 1940 y 1945. Debido a sus lazos con el partido Nazi le fue prohibido seguir actuando tras la Segunda Guerra Mundial, sin embargo, lentamente pudo continuar con su carrera.
Estuvo casada en tres oportunidades. Dos de sus esposos fueron Hans Schott-Schöbinger y Rolf Wanka.

## Filmografía seleccionada
- Episode (1935)
- Flowers from Nice (1936)
- Thank You, Madame (1936)
- Die Fledermaus (1937)
- Millionäre (1937)
- Immortal Waltz (1939)
- Anuschka (1942)
- Vienna Waltzes (1951)
- Knall and Fall as Imposters (1952)
- Irene in Trouble (1953)
- Her Corporal (1956)
- Die unvollkommene Ehe (1959)
- Kein Mann zum Heiraten (1959)
- Guitars Sound Softly Through the Night (1960)